# Piotr Łojek
Piotr Łojek (ur. 22 grudnia 1961 w Warszawie) – polski muzyk; gitarzysta, gitarzysta basowy i klawiszowiec. Piotr Łojek ukończył studia geologiczne na Uniwersytecie Warszawskim.
Od czasów liceum muzykował z Kubą Sienkiewiczem w zespołach SPIARDL i Zuch Kozioł. Był współzałożycielem grupy Elektryczne Gitary. W 1989 roku z Rafałem Kwaśniewskim przekonywał Kubę Sienkiewicza do założenia zespołu. W grupie na początku grał na gitarze basowej, a po dołączeniu Tomasza Grochowalskiego, na instrumentach klawiszowych i gitarach. Kompozytor muzyki, autor wielu tekstów (Elektryczne Gitary, Beauty Free). Współtwórca niszowego zespołu Dziady Żoliborskie. Producent płyty Moons (1993) zespołu Immanuel, w latach 2005–2006 także jego muzyk. Basista w grupie Zuch Kazik (z Mirosławem Jędrasem (Zacierem), Kazikiem, Izzim i DJ Mrufką).
Mąż prawniczki Anny Zawidzkiej-Łojek. Jego stryjem był historyk i opozycjonista Jerzy Łojek.

## Dyskografia
- 1992 – Elektryczne Gitary – Wielka radość (Zic Zac)
- 1993 – Elektryczne Gitary – A ty co (Zic Zac)
- 1995 – Elektryczne Gitary – Huśtawki (Zic Zac)
- 1995 – Trawnik – Czarodzieje (S.P. Records)
- 1996 – Elektryczne Gitary – Chałtury (Polygram)
- 1997 – Elektryczne Gitary – Na krzywy ryj (Polygram)
- 1997 – Elektryczne Gitary – Kiler (PolyGram)
- 1997 – Dziady Żoliborskie – Un monument de la nature (Fish Records)
- 1997 – Dziady Żoliborskie – Archiwalia vol. 1 (Fish Records)
- 1997 – Dziady Żoliborskie – Archiwalia vol. 2 (Fish Records)
- 1997 – Dziady Żoliborskie – Performance at Tęcza Cinema-Theatre (Fish Records)
- 1998 – Kuba Sienkiewicz – Źródło (PolyGram)
- 1998 – Dziady Żoliborskie – Dzieci żoliborskie (Polcud)
- 1998 – Dziady Żoliborskie – Mix (Polcud)
- 1998 – Dziady Żoliborskie – Kolojek1 (Polcud)
- 1998 – Dziady Żoliborskie – Kolojek2 (Polcud)
- 1999 – Elektryczne Gitary – Kiler-ów 2-óch (PolyGram)
- 1999 – Dziady Żoliborskie – Miniatury (Polcud)
- 1999 – Dziady Żoliborskie – tu stacja lęgowa bocian <zero> (Polcud)
- 2000 – Elektryczne Gitary – Słodka maska (Universal Music)
- 2000 – Dziady Żoliborskie i Jacek Podsiadło – Najduchy (Polcud)
- 2001 – Dziady Żoliborskie – Dziady Żoliborskie (Polcud)
- 2001 – Dziady Żoliborskie – Photonas (Polcud)
- 2001 – Dziady Żoliborskie – Liturgia dźwięku Dziadów Żoliborskich (Polonia Records)
- 2002 – Elektryczne Gitary – Kariera Nikosia Dyzmy (Universal Music)
- 2006 – Elektryczne Gitary – Atomistyka (Warner Music)
- 2009 – Elektryczne Gitary – Antena (Polskie Radio/Warner Music)
- 2009 – Dziady Żoliborskie i India Czajkowska – Wilga II (Polcud)
- 2010 – Elektryczne Gitary – Historia (EMI)
- 2012 – Elektryczne Gitary – Nic mnie nie rusza (EMI)
- 2014 – Elektryczne Gitary – Stare jak nowe. 25 przebojów na 25-lecie (Warner Music Poland)
- 2014 – Zuch Kazik – Zakażone piosenki (S.P. Records)
- 2016 – Elektryczne Gitary – Czasowniki (MTJ)
- 2020 – Elektryczne Gitary – 2020 (S.P. Records)
- 2022 – Lunatycy Martwej Dyskoteki – LMD (Lunatycy Martwej Dyskoteki/e-muzyka S.A.)
- 2025 - Iwo Greczko - Mega Dobry Dorosły Człowiek (Iwo Greczko/e-muzyka S.A.)